# Cyatholaimidae
Cyatholaimidae é uma família de nematóides pertencentes à ordem Desmodorida.
Géneros:
- Acanthonchus Cobb, 1920
- Achromadora Cobb, 1913
- Anaxonchiym